# Vila Baleira

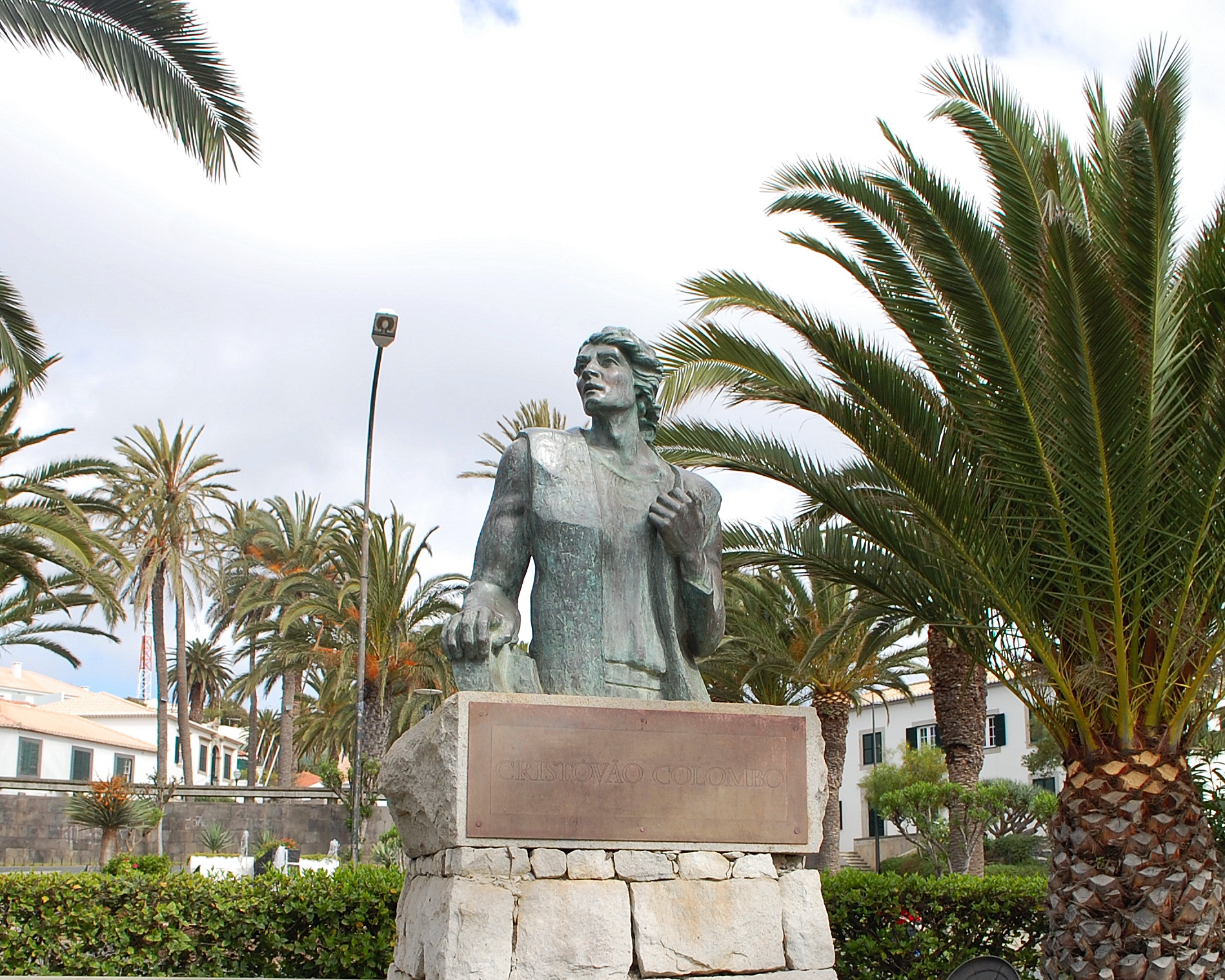
Estàtua dedicada a Colom al centre de Vila Baleira

Vila Baleira és l'única ciutat del municipi de l'illa de Porto Santo, a l'arxipèlag de Madeira i, per tant, acull la seu del seu consell municipal i també agrupa la majoria d'habitants de l'illa, que no arriben als 5.000, i de l'activitat comercial.
L'any 1996 va rebre la categoria de ciutat.
Es diu que Cristòfol Colom s'hi va estar un temps i es pot visitar la seva suposada casa, convertida en museu.